# Ernst Ritter von Mann Edler von Tiechler
Ernst Ritter von Mann Edler von Tiechler (ur. 11 kwietnia 1864 w Burghausen, zm. 2 października 1934 w Bad Reichenhall) - niemiecki oficer Kaiserliche Marine w stopniu wiceadmirała, uczestnik I wojny światowej.

## Życiorys
W 1884 roku wstąpił do Cesarskiej Marynarce Wojennej. Od 1901 roku, w stopniu kapitana marynarki (niem. Kapitänleutnant), służył w sztabie admiralicji. Objął wówczas stanowisko szefa Departamentu Wojskowo-politycznego Wykorzystania Statków Zagranicznych. W 1905 roku ze względu na stan zdrowia, w stopniu komandora podporucznika (niem. Korvettenkapitän), zrezygnował ze służby w Marynarce i przeszedł do sektora cywilnego. Znalazł zatrudnienie w firmie Krupp, gdzie objął stanowisko asystenta kierownika stoczni w Kilonii. Jednak z powodu braku perspektyw na awans na kierownika stoczni zdecydował się na powrót do służby w Marynarce Cesarskiej, co też uczynił w 1907 roku. 5 września awansowany do stopnia komandora (niem. Kapitän zur See). Po wybuchu I wojny światowej został dowódcą okrętu liniowego SMS "Kaiser". Następnie przeniesiony na stanowisko szefa sztabu Hochseeflotte, którą dowodził wówczas admirał Friedrich von Ingenohl. Na tej pozycji utrzymał się do czasu przegranej przez Niemców bitwy koło Helgolandu. W październiku 1914 roku powierzono mu funkcję inspektora operacji torpedowych. 5 grudnia 1917 roku został mianowany dyrektorem Urzędu Okrętów Podwodnych w Reichsmarineamt. 27 stycznia 1918 roku został awansowany do stopnia wiceadmirała. Od września 1918 roku piastował stanowisko sekretarza stanu w Cesarskim Urzędzie Marynarki. W trakcie rewolucji listopadowej i buntu marynarzy w Kilonii opowiedział się za brutalnym stłumieniem wystąpień. Sugerował rządowi księcia Maxa von Badena dokonanie samozatopienia okrętów stacjonujących w Kilonii lub zbombardowania portu z lądu. Po upadku Cesarstwa Niemieckiego pozostał w siłach zbrojnych, ale z powodu złego stanu zdrowia zrezygnował ze służby 14 lutego 1919 roku.  

## Odznaczenia
Odznacznia admirała von Mann Edlera von Tiechlera to między innymi:
- Order Orła Czerwonego II klasy z liśćmi dębu i mieczami na wstędze wojskowej (Prusy)
- Order Orła Czerwonego IV klasy z koroną (Prusy)
- Order Królewski Korony II klasy (Prusy)
- Krzyż Żelazny I klasy (Prusy)
- Odznaka za Służbę Wojskową (Prusy)
- Kawaler II klasy Orderu Lwa Zeryngeńskiego z liśćmi dębu (Badenia)
- Krzyż Wielki II klasy Orderu Zasługi Wojskowej z mieczami (Bawaria)
- Oficer IV klasy Orderu Zasługi Wojskowej (Bawaria)
- Lubecki Krzyż Hanzeatycki (Lubeka)
- Krzyż Fryderyka Augusta I klasy (Oldenburg)
- Komandor Orderu Zbawiciela (Grecja)
- Komandor Orderu Świętych Maurycego i Łazarza (Włochy)
- Komandor Orderu Korony Włoch (Włochy)
- Kawaler Orderu Korony Żelaznej II klasy (Austro-Węgry)
- Order Świętej Anny II klasy z brylantami (Imperium Rosyjskie)
- Order Świętego Stanisława II klasy (Imperium Rosyjskie)
- Komandor Orderu Miecza (Szwecja)
- Order Medżydów II klasy (Imperium Osmańskie)